# Ночной кошмар (фильм, 1941)
«Ночной кошмар» (англ. I Wake Up Screaming, букв. Я просыпаюсь с криком) — фильм нуар режиссёра Х. Брюса Хамберстоуна, вышедший на экраны в 1941 году. На предварительном показе для прессы 14 октября 1941 года фильм демонстрировался под названием «Горячая точка» (Hot Spot).
В основу сценария положен роман Стива Фишера «Я просыпаюсь с криком», сценарий написан Фишером совместно с Дуайтом Тэйлором. Фильм рассказывает о расследовании убийства красивой перспективной модели (Кэрол Лэндис), в котором подозреваются её промоутер (Виктор Мэтьюр), известный актёр (Алан Моубрэй), влиятельный газетный репортёр (Эллин Джослин) и даже её сестра (Бетти Грейбл). Умный, но психически ненормальный следователь (Лэйрд Крегар) быстро вычисляет настоящего убийцу, однако скрывает это и всеми силами пытается доказать виновность в убийстве промоутера, которого считает виновником своей личной трагедии.
Роман Стива Фишера был повторно экранизирован студией «20 век-Фокс» в 1953 году под названием «Викки». Режиссёром фильма был Гарри Хорнер, в главных ролях сыграли Джинн Крейн, Джин Питерс, Эллиотт Рид и Ричард Бун.

## Сюжет
Городские газеты в Нью-Йорке сообщают об убийстве модели Вики Линн (Кэрол Лэндис). В связи с убийством полиция допрашивает с пристрастием спортивного агента Фрэнки Кристофера (Виктор Мэтьюр), который начинает свой рассказ о том, как с ней познакомился…
Однажды после спортивных соревнований Фрэнки сидел в кафе с приятелями, стареющим актёром Робином Рэем (Алан Моубрэй) и газетным репортёром Ларри Эвансом (Эллин Джослин), где к ним подошла очень привлекательная официантка Вики Линн. Фрэнки говорит друзьям, что с помощью нескольких приёмов сможет сделать из неё настоящую модель. Первым делом Фрэнки покупает ей дорогой наряд и ведёт в шикарный клуб Эль Чико, где с помощью Робина и Ларри начинает разыгрывать повышенный интерес к ней. При этом сама Вики демонстрирует не только красоту, но также эрудицию и остроумие. На них обращает внимание влиятельная пожилая дама, миссис Хэндел (Мэй Битти), которая приглашает их к своему столу и знакомится с Вики. Группа фотокорреспондентов, которых подговорил Ларри, делают снимки их знакомства. Ресепшионист в доме, где живёт Вики, Гарри Уильямс (Элиша Кук) ленится подать ей ключи, но Фрэнки быстро показывает ему, как тот должен обращаться с леди. Вики отказывается пригласить приятелей к себе в квартиру, говоря, что живёт вместе с сестрой.
На допрос в полицию приглашают сестру Вики, Джил Линн (Бетти Грейбл), которая сообщает, что они живут в Нью-Йорке два года, Вики работала официанткой, а Джил — машинисткой, они жили вместе, но в последнее время виделись редко, так как Вики постоянно где-то пропадала. Джил продолжает рассказ…
Вернувшись домой тот вечер, Вики в восторге рассказывает Джил, как великолепно прошёл вечер и что она познакомилась с влиятельными людьми. Вики говорит, что больше не будет работать официанткой, а Фрэнки сделает из неё звезду. Через него она уже получила два рекламных контракта и рассчитывает прославиться. Джил пытается её урезонить, говоря, что из такой жизни не выйдет ничего хорошего, но Вики уверена в себе. На следующий день Фрэнки приходит к ним домой, знакомится с Джил, и показывает газету с фотографией Вики. С этого момента жизнь Вики круто меняется, её начинают приглашать на светские мероприятия и предлагать рекламные контракты. Вики решает, что сможет стать певицей, и Фрэнки находит ей работу. Однажды, когда Фрэнки приходит к сёстрам домой, Вики заявляет ему, что прекращает с ним деловые отношения. Она прошла кинопробы, подписала долгосрочный контракт и уезжает на съёмки в Голливуд без него…
Допрос в полиции продолжается. Фрэнки рассказывает, что после этой встречи пошёл вместе с Рэем и Ларри в бар, где выяснилось, что каждый из них сыграл свою роль в успехах Вики, и что она не только тайно встречалась с каждым из них поодиночке, но, кроме того, у неё был кто-то ещё…
Джил в свою очередь вспоминает, что в то время, когда Вики ещё работала официанткой, Джил однажды заметила, как за Вики следит какой-то таинственный толстяк. Она предупреждает Вики, но та говорит, то это обычное дело для её работы. Потом Джил видела этого толстяка несколько раз, и он производил пугающее впечатление. Однако инспектор не верит в её историю, считая, что она пытается выгородить Фрэнки. Джил требует пригласить главного, и в комнату входит Эд Корнел (Лэйрд Крегар). Джил говорит, что именно этот человек преследовал её сестру. Однако Корнел отвечает, что в этом нет ничего удивительного, так это его работа — ходить по городу и наблюдать за людьми.
Далее Джил рассказывает, что за день до отъезда Вики в Голливуд, Фрэнки пригласил сестёр покататься на машине. По дороге Вики сказала, что Джил влюблена во Фрэнки. Потом Джил рассказывает, как обнаружила тело сестры. Полшестого вечера она пришла домой пораньше, в квартире играла музыка. Там был Фрэнки, который сообщил, что только что вошёл и обнаружил тело Вики. Дальше всё было как в тумане…
Полиция отпускает Джил и продолжает допрос Фрэнки, обвиняя его в том, что он убил Вики в порыве ревности и обиды. Эд набрасывается на Фрэнки и готов убить его. Другой, более спокойный коп просит у Фрэнки прощения и ведёт к помощнику прокурора (Моррис Энкрам), который просит прощения у него и у Джил. Он говорит, что знает, что убийцей был ресепшионист в доме сестёр Гарри Уильямс, который исчез сразу после убийства.
Фрэнки просыпается среди ночи и в ужасе видит в кресле перед собой Эда Корнела, который говорит, что доберется до него.
Вернувшись домой, Джил с удивлением видит Гарри, который говорит, что уезжал проведать родителей и уже всё объяснил полиции. Зная, что Джил собирается переехать на другую квартиру, он уже собрал и упаковал её вещи.
Прокурору, который говорит, что у них не осталось подозреваемых, Корнел говорит, что продолжает подозревать Фрэнки и докажет его вину. По поручению прокурора он вызывает в полицию Рэя и Фрэнки. Им показывают кинопробы Вики. Рэй заметно нервничает и пытается выйти из зала. На допросе Рэй сознается, что это Рэй организовал для Вики кинопробы, но она решила уехать в Голливуд без него. Но Рэй говорит, что не убивал её, у него алиби, на момент убийства он находился в санатории.
Корнел садится к Фрэнки в машину и по дороге говорит, что уже собрал много улик против Фрэнки, и что скоро ему конец. Корнел приходит на новую квартиру Джил, обвиняя её в том, что она выгораживает Фрэнки потому что любит его. Джил прогоняет его из дома. Затем она смотрит найденное ей письмо со следующим текстом: «Дорогая Вики. После того, что ты сделала, тебе лучше поскорее убраться отсюда. Фрэнк».
Джил звонит Фрэнки. Он приглашает её на боксёрский матч, потом в вечерний клуб на танцы. Фрэнки говорит Джил, что был готов для Вики на многое, но он её не любил. Настроение у Джил улучшается, они идут танцевать. Тем временем Корнел следит за ними, а заметивший их репортёр диктует в газету статью «Танцы на могиле» о встрече сестры и бывшего парня убитой. После клуба Фрэнки и Джил плавают в бассейне, потом она приглашает его к себе и отдаёт его письмо, говоря, что всё понимает, но полиция может истолковать его по-своему. Фрэнки и Джил целуются, но в этот момент в квартиру врывается Корнел и требует передать ему письмо. Корнел говорит, что нашёл в комнате Фрэнки кастет, который станет главной уликой, и надевает на него наручники. Корнел продолжает запугивать Фрэнки, и тогда Джил бьёт Корнела по голове и предлагает Фрэнки бежать.
В хозяйственном магазине Джил спиливает Фрэнки напильником наручники. Они целуются и планируют бежать. Всю ночь они проводят в кинотеатре на круглосуточных сеансах, а утром Фрэнки идёт в банк, чтобы снять деньги на побег. Джил ждет его в библиотеке, но там её задерживает полиция. Фрэнки видит, как два копа сажают в её машину.
В газетах пишут о бегстве Фрэнки Кристофера и о том, что он обвинён в убийстве. Вечером на улице Фрэнки подходит к Корнелу и угрожая оружием просит выпустить Джил, после чего готов сдаться. Однако тот отказывается, говоря, что и так поймает его рано или поздно.
Корнел предлагает прокурору выпустить Джил и использовать её как приманку для поимки Фрэнки. Джил приходит домой, и случайно находит в вещах Вики много памятных карточек с текстом: «Как я обещал», написанным одной рукой.
Заметив копа у подъезда своего дома, Джил поднимается на крышу и перебирается на соседний дом, после чего незамеченной выходит на улицу. Она приходит в тот же кинотеатр, где договорилась встретиться с Фрэнки. Она показывает много одинаковых карточек, которые прилагались к цветам на похоронах Вики. Но она не знает, кто их писал. Они идут на кладбище. Представившись газетчиком, Фрэнки расспрашивает смотрителя о похоронах Вики. Тот сообщает, что на могилу каждый день приносят цветы из одного магазина. Фрэнки находит этот магазин, а Джил выясняет, что заказчиком букетов является анонимный газетчик.
Они приходят к спящему Ларри, спрашивая про убийство и про цветы. Он рассказывает, что в день убийства отвозил Вики на станцию, чтобы купить билет в Лос-Анджелес. Затем они вернулись к ней домой, но оказалось, что оба забыли ключи. Ларри забирался в её квартиру по пожарной лестнице. В квартире никого не было, но ему показалось странным, что там было накурено. В знак того, что помнит о ней, Ларри пообещал первые две недели каждый день посылать Вики цветы, а затем ушёл. Выходя из дома, он с удивлением заметил, что Гарри не было на его обычном рабочем месте.
На улице Фрэнки незаметно подходит к одному из детективов просит его помочь ему в одном деле в течение получаса, после чего он готов сдаться. Вместе с Джил они подходят к дому, где раньше жили сёстры. По внутренней телефонной связи Джил терроризирует Гарри, голосом Вики говоря «зачем ты это сделал, ты же любил меня». Входит Фрэнки и рассказывает детективу, как Гарри в припадке отчаянной любви пробрался в её квартиру и убил Вики. Гарри говорит, что это правда, но что он обо всём этом уже давно рассказал Корнелу, который велел ему молчать.
Войдя в квартиру Корнела, Фрэнки находит там целый алтарь, посвященный Вики, с множеством её фотографий и живыми цветами вокруг. Входит Корнел с букетом свежих цветов. Понимая, что полиция обо всём догадалась, он рассказывает свою историю. Корнел говорит, что давно знал, кто убийца, но не арестовал ему, потому что хотел засадить именно Фрэнки, который, как он считает, отнял у него Вики. Корнел рассказывает, что познакомился с Вики ещё тогда, когда она работала официанткой, и вскоре влюбился в неё. Один раз он защитил её от уличных бандитов, после этого они пару раз встречались, и Корнел стал мечтать о свадьбе. Он потерял от Вики голову, он буквально стал боготворить её. Он купил и обставил для неё эту квартиру, купил ей духи, но всё это стало жалким с появлением Фрэнки и его идеями сделать Вики звездой. И Корнел стал мстить Фрэнки… Увидев, что он обречён, Корнел принял яд и умер.
Фрэнки приглашает Джил в клуб Эль Чико, танцует с ней и делает ей предложение. Миссис Хэндел спрашивает, кто эта красавица, но Рэй и Ларри говорят, что не имеют понятия.

## В ролях
- Бетти Грейбл — Джил Линн
- Виктор Мэтьюр — Фрэнки Кристофер
- Кэрол Лэндис — Вики Линн
- Лэйрд Крегар — Эд Корнел
- Алан Маубрэй — Робин Рэй
- Эллин Джослин — Ларри Эванс
- Элиша Кук — Харри Уильямс
- Моррис Анкрум — помощник окружного прокурора
- Мэй Битти — миссис Хэндел

В титрах не указаны
- Джеймс Флавин — детектив
- Хейни Конклин — прохожий, покупающий газету

## Режиссёр фильма и исполнители главных ролей
Х. Брюс Хамберстоун был режиссёром широкого жанрового диапазона, его наиболее известными работами стали фильмы «Серенада Солнечной долины» (1941) и несколько музыкальных комедий про детектива китайского происхождения Чарли Чена (1936-38). К лучшим картинам Виктора Мэтьюра относятся нуары «Поцелуй смерти» (1947) и «Плач большого города» (1948), а также вестерн «Моя дорогая Клементина» (1946). В 1940 году Мэтьюр и Кэрол Лэндис исполнили главные роли в очень популярном фантастическом фильме «Миллион лет до нашей эры».
Бетти Грейбл сыграла в этом фильме одну из редких для себя драматических ролей. Более всего она была знаменита идеальной формой своих ног и ролями в музыкальных комедиях, таких как «Даже по-аргентински» (1940), «Мама была в трико» (1947) и «Когда моя крошка улыбается мне» (1948). В 1944 году Хамберстоун поставил с участием Грейбл музыкальную комедию с говорящим названием «Девушка с обложки».

## Оценка критики
Журнал Variety после выхода фильма написал: «Режиссёр Х. Брюс Хамберстоун был оснащён хорошим сценарием и добился от актёров тех результатов, которые только можно получить в фильме об убийстве с романтическим напряжением выше обычного… Бетти Грейбл чрезвычайно привлекательна в роли сестры убитой девушки, сыгранной Кэрол Лэндис, которая исчезает с экрана в начальной стадии игры. Виктор Мэтьюр играет более жёстко, чем обычно, и это представляется вполне уместным. На этот раз он выступает в роли немного ворчливого спортивного промоутера».
Журнал Time Out написал про фильм: «Очень хороший триллер, в котором знакомая ситуация с человеком, ложно обвинённым в убийстве девушки, получает несколько блестящих поворотов. Визуальный стиль картины в основе своей натуралистичен, но его атмосфера становится всё более тёмной и неясной по мере того, как герой погружается в ночной кошмар, кульминацией которого становится открытие, что тучный детектив c мягким голосом (удивительно зловещий Кригар) ведёт на него неустанную охоту, зная, что он её не убивал. Тем не менее, безумно и безнадёжно влюблённый в погибшую девушку детектив обвиняет героя в её смерти и намеревается привести в исполнение свою извращённую месть… Нуаровые моменты всё больше множатся, в частности, в том, что сестра убитой девушки неотразимо влюблена в предполагаемого убийцу, в мелком и порочном мирке, в котором живёт настоящий убийца, в сцене кошмарной неоднозначности, когда герой просыпается от того, что видит над собой любовно склонившегося детектива. К сожалению, немного холодный сценарий не даёт фильму полностью развить свой нуаровый потенциал, ослабив некоторые аспекты романа Стива Фишера. Прежде всего, у Фишера детектив умирал от туберкулёза, его болезнь, которая кралась как рак сквозь весь роман, вносила больший смысл в ту маниакальную вендетту против человека, который был достаточно здоров, чтобы не только жить, но и добиваться любви».
В рецензии «Нью-Йорк таймс» указывалось: «Несмотря на то, что фильм воплощает многие знакомые приёмы качественной мелодрамы — флэшбеки, чёткую картинку, угрожающую музыку и темп повествования, сравнимый с пыткой водой — „Ночной кошмар“ представляет собой довольно очевидный „кто-это-сделал“ и удивительно не трогательный роман».
Кинокритик Деннис Шварц написал: «Ветеран студии „Фокс“ Х. Брюс Хамберстоун, фильмы которого простираются в диапазоне от Чарли Чена до Тарзана, создаёт с этим нуаром своё лучшее произведение… Этот ранний фильм нуар, снятый в натуралистическом стиле студии „Фокс“, показал, как затемнённая операторская работа может усиливать тягостное настроение и делать фильм более напряжённым… Финал полон сюжетных поворотов и неожиданных открытий о личностях героев, в то время как удивительно зловещая игра Лэйрда Крегара в роли больного детектива господствует на экране».